# Juan y Vindelino de Espira
Los hermanos Juan y Vindelino de Espira (en italiano Giovanni e Vindelino da Spira, en ingles Johann y Wendelin de Speier) fueron dos impresores alemanes operantes en Venecia entre 1468 y 1477, famosos por introducir en Italia la impresión de tipos móviles.

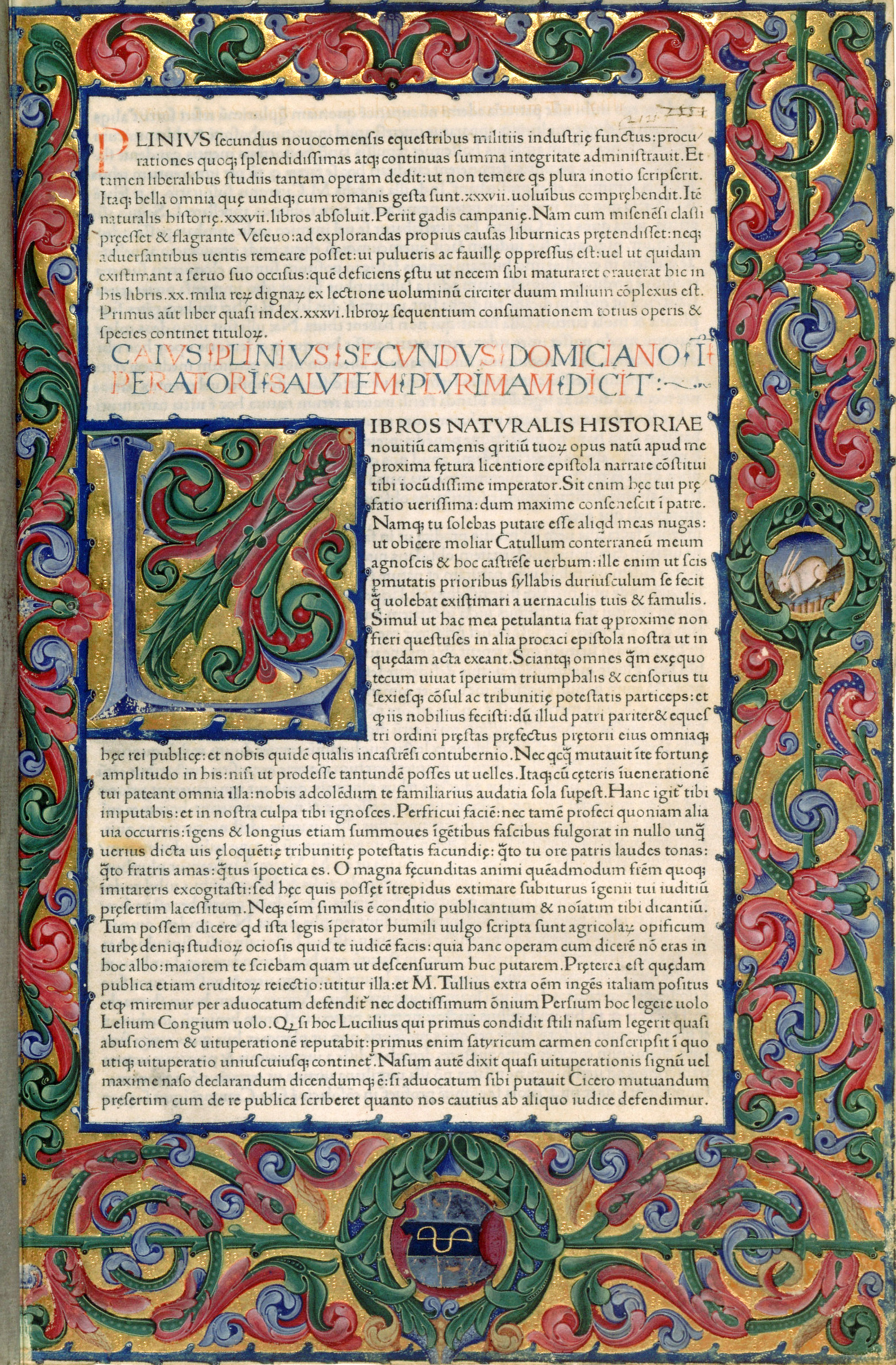
Primera página de la editio princeps de Historia Naturalis impresa en 1469 en Venecia por Johann de Speyer. Biblioteca Nacional de Francia

Los hermanos alemanes fueron de los primeros impresores que llegaron desde Maguncia, después de 1462, para introducir la imprenta en Italia. El conocimiento de sus vidas es escaso. Originariamente procedían de Spira (Speyer). A principios de 1460-61, Johann aparece en Maguncia como orfebre. En 1468, con su esposa, sus hijos y su hermano Wendelin, partió hacia Italia y se estableció en Venecia.

## Primeros libros
El Senado veneciano le dio una cordial bienvenida. A Juan le concedió el monopolio de la imprenta durante cinco años. La actividad tipografica comenzó en 1469 con una edición de cien ejemplares de las Epistolae ad familiares de Cicerón, de 125 hojas. Antes la muerte de Juan, los hermanos publicaron cuatro grandes obras: dos ediciones de Cicerón ; la editio princeps de la Naturalis Historia de Plinio el Viejo (1469); y la segunda edición impresa de Ab Urbe condita libri de Livio (1470). 
En siete meses se habían impreso ochocientos volúmenes. Durante la impresión del De civitate Dei de Agustín (1470), Juan murió de peste y Vindelino completó la obra, asumiendo el control del negocio hasta 1477. Hacia 1472 Vindelino se asoció con el impresor alemán Johann von Köln .
Entre 1470 y 1477 Vindelino publicó más de setenta obras importantes (clásicos italianos y romanos, Padres de la Iglesia, juristas, etc.) y las Instituciones gramaticales de Prisciano.

## Tipos de letra y maquetación
A los hermanos de Espira se les atribuye el mérito de ser los creadores en Italian de las letras de tipos móviles
Juan impresó inicialmente en un tipo de letra antiguo inspirado a la escritura manuscrita italiana.
Además de este primer tipo, Vandelino utilizó el tipo romano  y a veces el tipo gótico, probablemente reducidos para ahorrar espacio. Su actividad mostró la misma corrección de texto, belleza de impresión y uniformidad que había caracterizado a Juan. Vandelino rivolucionó la maquetación numerando las hojas con números arábigos, y fue también el primer impresor que utilizó los dos puntos y el punto de interrogación. En sus libros estampados aparecieron por primera vez las llamadas palabras clave ( Kustoden ), es decir, imprimió en el margen inferior de cada página la primera palabra de la página siguiente.